# Jannie Faurschou
Jannie Faurschou (* 10. Juni 1950 in Kopenhagen) ist eine dänische Schauspielerin.

## Leben
Jannie Faurschou wurde als Tochter des Molkereibesitzers Erik Faurschou und dessen Frau Henny Bjørnholt-Andersen geboren. Sie ist die Schwester des dänischen Regisseurs und Schauspielers Jørn Faurschou. Sie besuchte von 1971 bis 1974 die Schauspielschule des Theaters in Odense. Wegen einer Liebesbeziehung verließ sie die Schule jedoch sechs Monate vor ihrem Abschluss.
Faurschou, die als Schauspielerin meist freischaffend tätig war, spielte zunächst Theater in Kopenhagen. Sie trat in einem breiten und weitgefächerten Bühnenrepertoire auf. Sie spielte mädchenhafte Rollen, komische Figuren, auch rührend-verletzliche Charaktere, ebenso oberflächliche und leidende Damen aus dem Bürgertum. Ein Schwerpunkt ihrer Bühnenrollen lag jedoch auf Modernem und Absurdem Theater. Als Theaterschauspielerin gelang ihr 1981 der Durchbruch am Teatret ved Sorte Hest in Kopenhagen mit der Titelrolle der Alice in dem gleichnamigen Stück von Brigitte Kolerus. Weitere Theaterengagements hatte sie 1983 am Rialto-Theater (Rialto Teatret) in Frederiksberg in Botho Strauß’ Kalldeway, Farce und 1988 am Aveny Teatret in Totenfloß. Von 1990 bis 1993 trat sie am Königlich Dänischen Theater in Kopenhagen auf; dort spielte sie u. a. in Schnitzlers Das weite Land (1993). 2000 trat sie am Rialto Teatret in dem Stück Så enkel er kærligheden (dt. Titel:  Liebe – es ist so einfach) von Lars Norén auf. In der Spielzeit 2001/2002 gastierte sie am Königlich Dänischen Theater in Anna Sophie Hedvig von Kjeld Abell. Daneben hatte Faurschou Auftritte in Revuen in Blokhus, Holstebro und Rønne.
In den 1970er Jahren übernahm Faurschou erste Film- und Fernsehrollen. Zu ihren frühen Fernseharbeiten gehört ihre Rolle als „dekorative“ Tina in der dänischen Fernsehserie Strandvaskeren (1978). In dem Kinofilm Ulvetid (1981) spielte sie an der Seite von Ghita Nørby, Frits Helmuth und Henning Rohde die junge Ellinor. Anschließend war sie, jeweils als Lehrerin, in den Filmen Otto ist ein Nashorn (1983) und Buster, der Zauberer (1984) zu sehen. In Anders Refns TV-Serie Een gang strømer (1987) übernahm sie die Rolle der Journalistin Terese Arnberg.
Als Filmschauspielerin gelang ihr der Durchbruch mit ihrer Rolle in Eddie Thomas Petersens Filmdrama Springflod (1990), in dem sie die mit der Erziehung ihres Sohnes überforderte Mutter des jugendlichen Straftäters Franco darstellte. Es folgten erfolgreiche Auftritte, jeweils als Mutter, in den Kinderfilmen Ich bin’s, Jasper (1992) und Snooky – Mein allerbester Freund (1992). In dem Film Roser og persille (1993) war sie als Sängerin Nora Kjær erneut unter der Regie von Eddie Thomas Petersen zu sehen. In der fünfteiligen Fernsehserie Hjerteflimmer (1998) spielte sie Sarah, eine neurotisch-frustrierte Frau in der Mitte ihres Lebens.
In Annette K. Olesens Filmdrama Kleine Missgeschicke (2002) spielte sie Eva, eine der beiden Töchter der Familie. In dem dänischen Kriminalthriller Bedingungslos (2007) hatte sie eine Nebenrolle als Krankenschwester Irma.
Im Oktober 2016 war Faurschou, an der Seite von Peter Sattmann und Sandra Borgmann, in dem ZDF-„Herzkino“-Film Ein Sommer in Dänemark zu sehen. Sie spielte Gitte Mortensen-Sandberg, die zweite Frau des Alt-Hippies Carl Sandberg,  die mit ihm in der alternativen Wohnsiedlung Freistadt Christiania lebt. Faurschou sprach ihre Rolle selbst in deutscher Sprache ohne Synchronisation.
1991 erhielt sie den Bodil-Filmpreis in der Kategorie „Beste Nebendarstellerin“ für ihre Rolle in Springflod. 2005 erhielt sie den Lauritzen-Preis, einen bedeutenden dänischen Filmpreis. Auch für den dänischen Reumert-Theaterpreis war sie mehrfach nominiert, 2001 in der Kategorie „Beste Hauptdarstellerin“ (für ihre Darstellung in Så enkel er kærligheden) und 2005 in der Kategorie „Beste Nebendarstellerin“.
Faurschou ist praktizierende Buddhistin. Sie war in erster Ehe mit dem Regisseur Preben Østerfelt verheiratet. Mehrere Jahre lebte sie anschließend mit dem britischen Schauspieler und Regisseur Anthony Michael zusammen. Jannie Faurschou ist in zweiter Ehe mit dem Anthropologen Martin Enghoff (* 1958) verheiratet. Das Paar lebt in Kopenhagen. Faurschou ist Mutter von drei erwachsenen Kindern; sie hat zwei Töchter und einen Sohn.

## Filmografie (Auswahl)
- 1976: Henrik og Pernille (Fernsehfilm)
- 1977: Fortsættelse følger (Fernsehserie; Serienrolle)
- 1977: Pas på ryggen, professor! (Kinofilm)
- 1978: Winterkinder (Vinterbørn; Kinofilm)
- 1978: Strandvaskeren (Fernsehserie; Serienrolle)
- 1981: Ulvetid (Kinofilm)
- 1983: Otto ist ein Nashorn (Otto er et næsehorn; Kinofilm)
- 1984: Buster, der Zauberer (Busters verden; Kinofilm)
- 1984: Ikke lutter lagkage (Fernsehserie; Serienrolle)
- 1987: Een gang strømer (Fernsehserie; Serienrolle)
- 1989: Tekno love (Kinofilm)
- 1990: Springflod (Kinofilm)
- 1992: Ich bin’s, Jasper (Det skaldede spøgelse; Kinofilm)
- 1992: Snooky – Mein allerbester Freund (Snøvsen; Kinofilm)
- 1993: Roser og persille (Kinofilm)
- 1994: Alle reden über Snooky (Snøvsen ta’r springet; Kinofilm)
- 1995–1998: Hjem til fem (Fernsehserie; Serienrolle)
- 1996: Landsbyen (Fernsehserie; Serienrolle)
- 1998: Hjerteflimmer (Fernsehserie; Serienrolle)
- 2002: Kleine Missgeschicke (Små ulykker)
- 2007: Bedingungslos (Kærlighed på film; Kinofilm)
- 2010–2013: Gefährliche Seilschaften (Borgen) (Fernsehserie; Serienrolle)
- 2016: Ein Sommer in Dänemark (Fernsehfilm)
- 2019: Tatort – Borowski und das Haus am Meer (Fernsehreihe)